# Nienburg
Nienburg (nom oficial: Nienburg / Weser) és una ciutat i capital del districte de Nienburg, a Baixa Saxònia, Alemanya.